# Hegewald

Les projets de réorganisation des régions conquises en URSS.

Hegewald était une colonie de peuplement allemand éphémère  implantée à partir de la fin de 1942 sur ordre d’Heinrich Himmler  à proximité de son quartier général situé environ 2 km au sud de la ville ukrainienne de Jitomir.

## Histoire
La colonie a été construite sous la direction de  l’architecte Bernhard Kuiper. Après l’expulsion de 15 000 Ukrainiens, 10 000 colons ethniquement germaniques "Volksdeutsche"   transférés des territoires occupés de Pologne, principalement de Volhynie, ou de villages dispersés en Ukraine  furent installés à leur place entre le mois de décembre 1942 et celui de mars 1943 après l’échec d'un projet initial d’implantation de colons de Scandinavie et des Pays-Bas.
La zone comprenait vingt-sept localités le long de la route reliant Vinnitsa et Jitomir.
Le projet a  été difficile  à mettre en œuvre, principalement  à cause de la réticence des Volksdeutsche et de la crainte des attaques de partisans. Les Allemands ukrainiens et polonais sont arrivés en trains, après avoir été expulsés de force de chez eux et se sont installés dans  les maisons des paysans ukrainiens tués ou expulsés, avec leurs meubles, leur bétail et leurs réserves. La plupart des maisons étaient en mauvais état et il y avait une pénurie considérable de bois de chauffage, de vêtements et de chaussures d’hiver. Les écoles prévues restaient à construire.
Des lopins leur ont été attribués autour des maisons mais le reste de l'exploitation agricole devait être effectué sous forme de coopératives.
Des fêtes de Noël irréligieuses ont été organisées pour célébrer le "retour de la lumière".
L’hiver a retardé les travaux d’aménagement et l’arrivée de la nourriture et des vêtements. De plus, de nombreux Ukrainiens expulsés sont retournés dans la région.
Les colons sont évacués en novembre 1943 vers le Wartheland à l’arrivée de l’Armée rouge.
Au début de 1943, Théo Henschel, représentant régional de l’Office général pour la relocalisation de la race et des colonies de peuplement de la SS, ordonna également l’installation d’une autre colonie appelée Försterstadt (aujourd’hui Tchernyachiw, situé au nord de Jitomir) pour se protéger des attaques de maquisards. Les 9 000 colons installés s’enfuirent à partir de novembre 1943 à l’approche de  l’Armée rouge qui libéra définitivement Jitomir le 4 février 1944.